# Paludiscala caramba
Paludiscala caramba es una especie de molusco gasterópodo de la familia Hydrobiidae en el orden de los Mesogastropoda.

## Distribución geográfica
Es  endémica de Cuatro Ciénegas, Coahuila, México.